# Alexander Lake (Alberta)
Der Alexander Lake ist ein See im äußersten Nordwesten der kanadischen Provinz Alberta.

## Lage
Der 10,3 km lange See befindet sich im Bezirk Wood Buffalo. Eine breite Landzunge weist von Süden in den See hinein, die ihn in zwei Hälften teilt. Der See befindet sich auf einer Meereshöhe von 289 Metern. Er besitzt eine Wasserfläche von 8,5 km².